# جيريمي هوروكس
جيريمي هورّوكس (1618 - 3 يناير 1641) هو فلكي إنكليزي. كان أوَّل من افترض أن القمر يدور حول الأرض في مدار إهليجي، وكان الإنسان الوحيد الذي تنبَّأ بعبور الزهرة في سنة 1639، وقد كان هو وصديقه وليام كرابتري الشخصين الوحيدين اللذين رصداه وسجَّلاه آنذاك. غير أن دراسته حول العبور المُسمَّاة «الزهرة في قرص الشمس» (باللاتينية: Venus in sole visa) فقدت تقريباً بعد موته، وذلك نظراً إلى وفاته المبكرة والفوضى التي أعقبت اندلاع الحرب الأهلية الإنكليزية، غير أن أعماله الأخرى قُدِّرت كثيراً وعُدَّت أم علم الفلك الإنكليزي.

## النشأة
وُلد جيرمياه هوروكس في «مزرعة لور لودج» قرب مدينة ليفربول الإنكليزية. وقد كان والده ساعاتياً انتقل إلى توكستث بارك ليتدرَّب أكثر على مهنته، وتزوج هناك لاحقاً. وقد كانت عائلتا كلا والديه عائلتين تطهيريتين، إذ أُرسلَ أولادهما للدراسة في جامعتي كامبريدج وأوكسفورد. غير أن عقيدة التطهيريِّين اللاأرثوذكسية أقصتهم من المناصب العامَّة، وأجبرتهم هكذا على الاتجاه نحو مجالي الصّناعة والتجارة، وبحلول سنة 1600 أصبحت عائلة أم جيريمي ناجحة في الصناعة الساعات. وقد تلقّى جيريمي نفس خلال طفولته دروساً أساسية في الفلك، إذ كان أحد واجباته المنزلية حساب وقت الظهيرة لتوقيت الساعات بدقّة، كما أنه أيضاً حصل على بعض المعرفة في التنجيم.

## البحث القمريّ

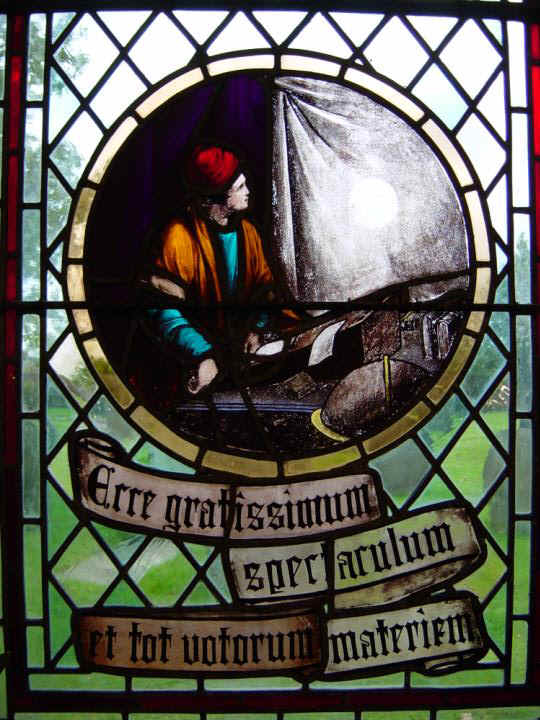
لوحة على زجاج كنيسة متش هول تمثل جيريمي هوروكس، في ذكرى إجرائه أول رصد علمي لعبور للزهرة.

كان جيرمياه هوروكس أول من يفترض أن القمر يدور في مدار إهليجي حول كوكب الأرض، كما اعتقد أيضاً أن المذنبات هي الأخرى تدور في مدارات إهليجية. وقد دلَّل على ذلك بتشابه هاتين الحالتين مع حالة البندول المخروطي، حيث أنه لاحظ أنه إذا ما ثُبّت البندول لفترة ثم أفلتَ فجأة فسيدور على شكل إهليج، وأن مواقع قبا مداره (الأوج والحضيض) تطابق ما هي عليه في حالة القمر. وقد سبَقَ هوروكس إسحاق نيوتن في توقع أن يكون مدار القمر متأثراً بالشمس والأرض كليهما (وهي النظرية التي طرحها نيوتن في كتابه المبادئ الرياضية للفلسفة الطبيعية)، وقد اعترف نيوتن نفسه بفضل أعمال هوروكس في توصّله إلى استنتاجاته بخصوص نظرية القمر. كما أجرى جيريمي هوروكس في الأشهر الأخيرة من حياته دراسة للمد والجزر، في محاولة لتفسير تأثير القمر على هذه الظاهرة.

## عبور الزهرة
أول رصد معروف لعبور لكوكب الزهرة كان في 4 ديسمبر سنة 1639 (24 نوفمبر حسب التقويم اليولياني) على يد جيريمي هوروكس، الذي رصده من منزله في قرية متش هول الواقعة قرب مدينة برستون بإنكلترا. كما رصد صديقه وليام كرابتري العبور في الآن ذاته من ضاحية براوتون قرب مدينة مانشستر. وكان كبلر قد تنبأ بعبوري سنتي 1631 و1761، غير أن عبور سنة 1639 فاته. فقام هورّوكس بتصحيح حساباته لمدار الزهرة، وتوصّل إلى أن العبور يحدث في أزواج تفصل بين كل عبورين فيها مدة 8 سنوات، ومن ثم تمكّن من التنبؤ بعبور 1639. وقد تمكن هوروكس من تحديد أن وقت العبور سيبدأ في الساعة الثالثة ظهراً، غير أنه لم يكن متأكداً من التوقيت الدقيق. ولرصد الحدث استخدم تلسكوباً بسيطاً وجَّهه نحو الشمس، ثم وضع تحت عينيّته ورقة، بحيث تسقط عليها صورة الشمس («الرصد بالإسقاط»)، مما يمكنه من رؤيتها بسهولة ودون تعريض عينيه للخطر. وقد تمكّن أخيراً بعد أن قضى اليوم كله في الرصد من رؤية العبور عندما انقشعت السحب قليلاً في الساعة 3:15 ظهراً، أي قبل الغروب بنصف ساعة فحسب. وقد مكَّنَ هذا الرصد هوروكس من إعطاء تخمين جيد لحجم كوكب الزهرة، بالإضافة إلى تقدير المسافة بين الأرض والشمس، التي توصَّل إلى أنها حوالي 95.6 مليون كيلومتر (0.639 و.ف)، أي ما يعادل ثلثي المسافة الحقيقية تقريباً التي تبلغ 149.6 ميلون كيلومتر، غير أنه كان الرقم الأكثر دقة على الإطلاق آنذاك. لكن على الرغم من ذلك كله فإن نتائج أرصاد هوروكس لم تُنشَر حتى سنة 1661، أي بعد موته بفترة ليست بالقليلة.

## روابط خارجية
- جيريمي هوروكس على موقع الموسوعة البريطانية (الإنجليزية)
- جيريمي هوروكس على موقع إن إن دي بي (الإنجليزية)